# دامال
دامال (به ترکی استانبولی: Damal، به کردی: Dêmal) یک شهرک و منطقهٔ مسکونی در ترکیه است که در استان اردهان واقع شده‌است.